# Morcilla de Asturias

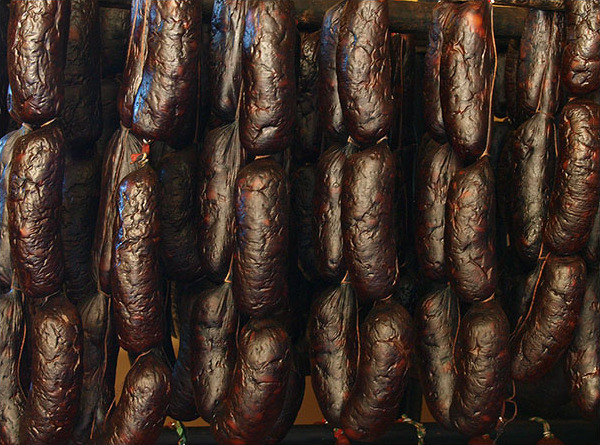
Curado de morcilla asturiana, Tineo.

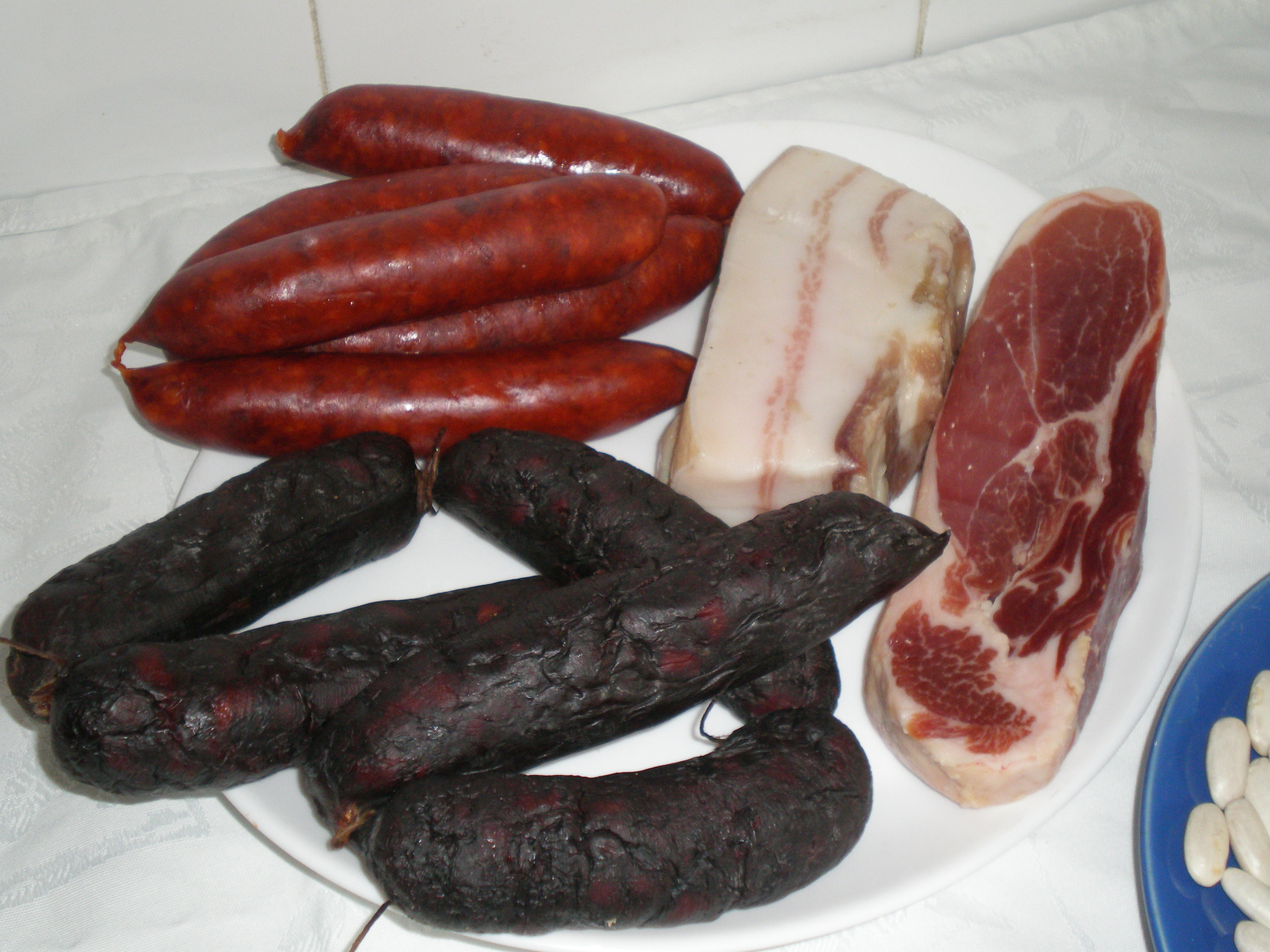
Compango de la fabada asturiana que contiene como es natural la morcilla asturiana.

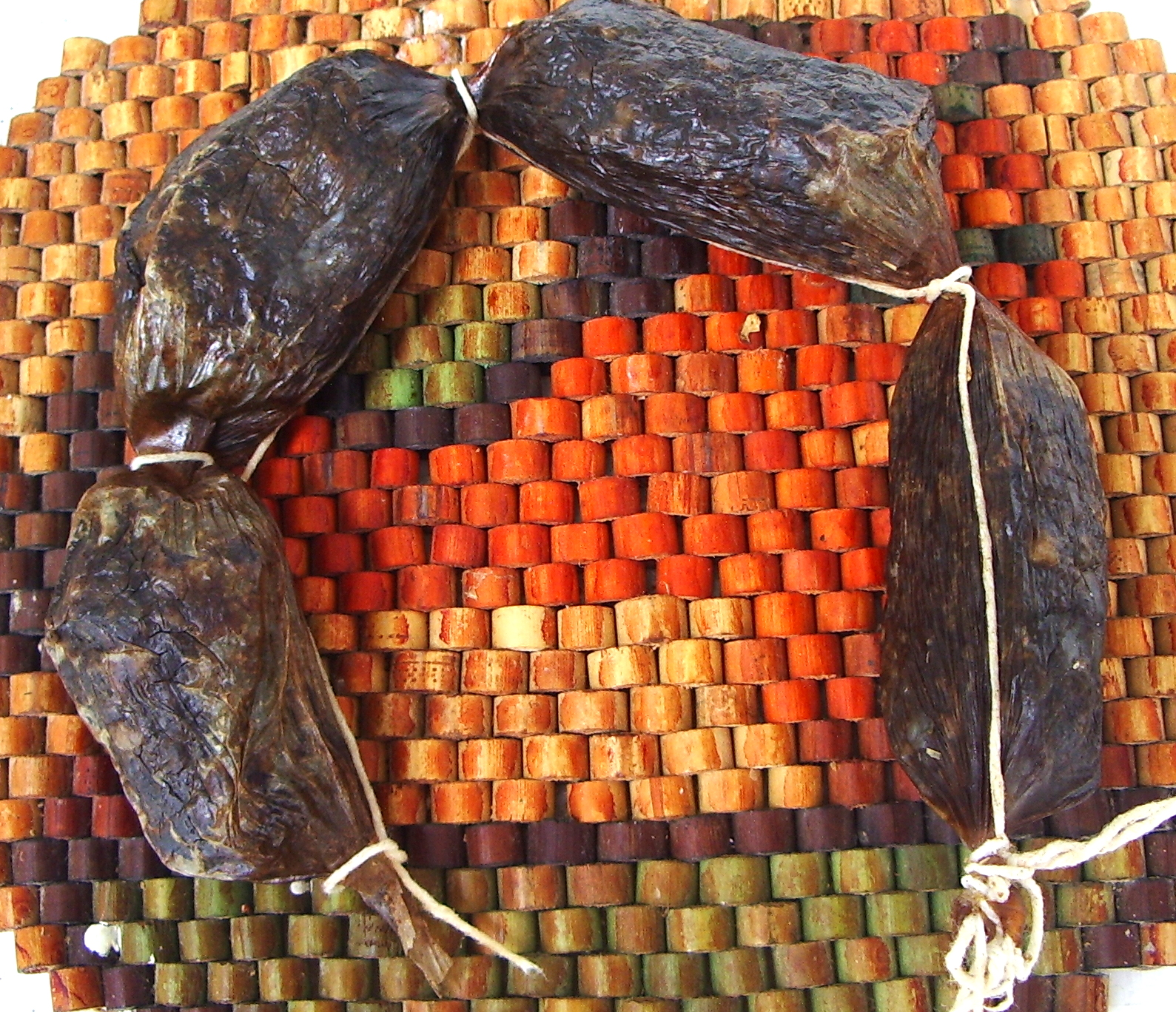
Morcillas asturianas secas.

La morcilla asturiana (morciella en asturiano) es un tipo de morcilla elaborada en Asturias conocida en la cocina española debido a su sabor característico en los cocidos del norte de España. No obstante donde participa es como ingrediente de la fabada asturiana (donde junto con otros elementos cárnicos denominados compango). Se trata de un embutido de color muy oscuro y con aromas ahumados. Suele comerse cocida, en los casos en los que se prepara cruda se denomina moscancia (variedad conocida de algunas zonas de Asturias).

## Historia
Es muy posible que se elabore esta morcilla desde los tiempos de ejecución de las matanza del cerdo. El escritor culinario de comienzos de siglo XX, Ángel Muro la incluye en las recetas de su obra «El Practicón» (1884). Algunos autores modernos incluyen la morcilla asturiana dentro de las dieciocho clases de morcilla en la cocina española.

## Características
Se trata de un embutido elaborado con sangre de cerdo, cebolla, tocino y pimentón. Una vez que se embute en la tripa del animal se escalda en agua hirviendo antes de pasar en ristras a los varales, donde se somete finalmente a un proceso de ahumado. Es una morcilla que cuando se cura sufre una resecación que pone su interior duro. De apariencia poco agradable ya que es completamente negra, que al cocer se hincha.

## Usos
El principal empleo de la morcilla asturiana es como ingrediente hervido en los cocidos de la cornisa cantábrica española, uno de los más conocidos es en la fabada asturiana.